# Белмонте ин Сабина
Белмонте ин Сабина (итал. Belmonte in Sabina) је насеље у Италији у округу Ријети, региону Лацио.
Према процени из 2022. у насељу је живело 630 становника. Насеље се налази на надморској висини од 713 м.

## Становништво
| 1931. | 1936. | 1951. | 1961. | 1971. | 1981. | 1991. | 2001. | 2011. |
| ----- | ----- | ----- | ----- | ----- | ----- | ----- | ----- | ----- |
| 1.054 | 1.105 | 1.132 | 864   | 614   | 583   | 627   | 617   | 649   |